# 船嘴霸鹟
船嘴霸鹟（学名：Megarynchus pitangua），是雀形目霸鹟科的一种鸟类，属于单型的船嘴霸鹟属（学名：Megarynchus）。
船嘴霸鹟体重约69.91克，翼长约11.35厘米，喙宽度约13.9毫米，喙厚度约10.4毫米，嘴峰长约33.7毫米，跗蹠长约19.2毫米，尾长约85.8毫米。
船嘴霸鹟是留鸟，栖息在林地，它们是食肉动物，主要以昆虫、蜘蛛等陆生无脊椎动物为食。

## 亚种
- Megarynchus pitangua tardiusculus，分布在墨西哥西北部锡那罗亚州南部至纳亚里特州。
- Megarynchus pitangua caniceps，分布在墨西哥西南部哈利斯科州南部。
- Megarynchus pitangua mexicanus，分布在墨西哥东部至哥伦比亚西北部。
- Megarynchus pitangua deserticola，分布在危地马拉中部。[4]